# Parafia Podwyższenia Krzyża Świętego w Rościsławicach
Parafia Podwyższenia Krzyża Świętego w Rościsławicach – znajduje się w dekanacie Brzeg Dolny w archidiecezji wrocławskiej. Erygowana w 2001 roku.
Obsługiwana przez księży diecezjalnych. Jej proboszczem jest ks. Marian Rapacz RM.